# Goëtie
Goëtie oder Goetia ist eine altgriechische Bezeichnung für magische Praktiken, die als unnatürlich, verboten oder teuflisch angesehen und der Theurgie gegenübergestellt werden. Der Begriff war bis in die Neuzeit in Benutzung und wurde insbesondere im Zusammenhang mit der Schrift Ars Goetia bekannt.

## Herkunft und antike Nutzung des Begriffs
Das Wort Goëtie leitet sich vom altgriechischen góes (γόης Zauberer, Betrüger) bzw. von goetéia (γοητεία Zauberei, Gaukelei, Betrügerei) ab. Anders als der ambivalente mágos, der sowohl ein Weiser aus dem Morgenland als auch ein Zauberer und Betrüger sein konnte, war der góes schon früh negativ besetzt. Ursprünglich ein professioneller Totenkläger (daher auch die andere Bedeutung von góes als Weinender, Klagender) wandelte sich die Bedeutung von der Totenklage zur Anrufung von Toten, um diese beispielsweise daran zu hindern, den Lebenden zu schaden, und dann zur Totenbeschwörung, also nekromantischen Praktiken, die Tote bei Verfluchungen und Bindezaubern etwa mittels Fluchtafeln (defixiones) dienstbar machten.
Die Philosophen des Neuplatonismus betonten die Trennung zwischen Theurgie und Goëtie. Iamblichos von Chalkis beispielsweise betonte, man solle „keineswegs die durch die goetischen Techniken hervorgebrachten Trugbilder mit der überaus klaren Schau der Götter“ verwechseln. Während die Theurgie mit guten Geistwesen arbeitet, werden bei der Goëtie böse Geister beschworen; die Theurgie wird dabei als höhere und die Goëtie als niedere Form der Magie bewertet.
Gegner der Magie wie Augustinus von Hippo neigen jedoch dazu, beide gleichermaßen zu verteufeln, da sie „beide in die betrügerischen Gebräuche der fälschlich Engel genannten Dämonen verstrickt“ seien; für sie unterscheiden sich Theurgie und Goetie nur durch ihre Benennung.

## Neuzeitliche Begriffsgeschichte
Der Begriff Goëtie wurde bis in die Neuzeit für Dämonenbeschwörung und als besonders verwerflich angesehene Magie angewandt, wird jedoch unterschiedlich definiert: Hans Biedermann zufolge bezeichnet er „vorwiegend die Nekromantie oder Totenbeschwörung, daneben auch im allgemeineren Sinne die Beschwörung dämonischer Wesen mit Hilfe ‚blasphemischer‘ Riten“, während Heinrich Cornelius Agrippa von Nettesheim die Zeremonialmagie in Goëtie und Nekromantie untergliedert und Auguste Debay Goëtie und schwarze Magie gleichsetzt. Georg Pictorius ordnet der Goëtie wiederum unter anderem die Totenbeschwörung, die Anthropomantie, bei der die Zukunft aus den Eingeweiden geopferter Menschen gelesen wird, die Leconomantie (Bezwingen eines Dämons mit exorziertem Wasser) und „Weissagung aus dem Beben, Senken oder Klaffen der Erde“ (Geomantie), dem Feuer (Pyromantie), der Luft (Aeromantie), den Linien der Hand (Chiromantie) oder dem Flug der Vögel (Auspizien) zu.